# Boys (súng trường chống tăng)
Súng trường chống tăng Boys (Tiếng Anh:Boys anti-tank rifle, thường được gọi ngắn gọn là "Boys") là súng trường chống tăng 13,9mm do Anh Quốc thiết kế. Súng có 3 phiên bản chính: Mk.I nguyên bản có bộ phận tản giật tròn và giá súng chữ T một chân với đế hẹp dài, Mk.II có bộ phận tản giật vuông và giá súng hai chân, và phiên bản Mk.I nòng ngắn không có bộ phận tản giật dành riêng cho lính dù. Một số phiên bản ít tiếng tăm của Boys sử dụng các loại đạn khác.

## Lịch sử phát triển
Thiết kế súng trường chống tăng Boys hoàn chỉnh năm 1936. Một trong những người tham gia thiết kế súng là đại tá H.C.Boys (trợ lý giám sát thiết kế). Ông là thành viên trong Hội đồng Vũ khí nhỏ của Anh và là một kĩ sư thiết kế thuộc Nhà máy Vũ khí nhỏ Hoàng gia (RSAF) - Thị xã Enfield. Ban đầu, súng được đặt tên là "Stanchion", nhưng về sau người ta lấy tên của đại tá Boys cho súng vì ông chết chỉ vài ngày trước khi súng được phê duyệt đưa vào trang bị tháng 11 năm 1937.
Boys được sử dụng trong quân đội Anh cho đến năm 1943, mặc dù cho tới lúc đó hỏa lực của súng đã lỗi thời từ lâu trước tốc độ phát triển quá nhanh của thiết giáp. 62,000 khẩu Boys đã xuất xưởng từ nhà công ty Trách nhiệm hữu hạn BSA, chủ yếu là các phiên bản Mk.I, Mk.I dành cho lính dù và Mk.II.

## Lịch sử tham chiến
Boys đã được sử dụng trong giai đoạn đầu của Thế chiến thứ hai để chống lại các loại thiết giáp hạng nhẹ của Đức. Anh cũng cung cấp một số lượng nhỏ súng Boys cho Phần Lan giai đoạn 1939 - 1940 trong Chiến tranh Mùa đông với Liên Xô. Khoảng 100 khẩu Boys đã tham gia trận chiến này trong tay bộ binh Phần Lan và Tình nguyện quân Thuỵ Điển (SFK). Khoảng năm 1942 - 1943, Lục quân Phần Lan thay thế toàn bộ súng này bằng súng trường chống tăng Lahti L-39 có hỏa lực mạnh hơn. Một số khẩu Boys vẫn được trang bị cho lực lượng duyên phòng Phần Lan.
Đầu Thế chiến thứ hai, súng khá hữu dụng trước thiết giáp của Đức, Ý, Liên Xô tại các mặt trận Pháp, Bắc Phi và Phần Lan. Tuy nhiên, tốc độ phát triển của thiết giáp tại Châu Âu quá nhanh làm tác dụng chống tăng của súng nhanh chóng lỗi thời.
Phiên bản Mk.I nòng ngắn trang bị cho lính dù Anh tại Tunisia năm 1942 hoàn toàn vô hiệu trước xe tăng đối phương, vì rút ngắn nòng làm sơ tốc đầu đạn giảm, dẫn đến giảm khả năng xuyên. Ở châu Âu, súng sớm bị thay thế bằng súng phóng lựu chống tăng PIAT vào năm 1943. PIAT xuất hiện lần đầu tiên trong Chiến dịch đổ bộ lên quần đảo Sicilia của Quân Đồng Minh.
Súng cũng được sử dụng để bắn đối phương trong lô cốt qua lỗ châu mai, tiêu diệt các ổ súng máy, phương tiện không bọc thép và bọc thép hạng nhẹ. Nhưng chức năng này cũng bị súng máy hạng nặng M2HB 12,7mm thay thế khi vũ khí này được viện trợ cho Anh. Khả năng xuyên của các loại đạn xuyên 12,7x99mm BMG cũng tương đương với 13,9x99mmB của súng Boys. M2HB mạnh hơn Boys vì súng có tốc độ bắn cao hơn nhiều, có tính uy hiếp cao hơn đối với nhóm phương tiện không bọc thép và bọc thép hạng nhẹ khi sử dụng các loại đạn xuyên cháy và xuyên cháy vạch đường. Ngoài ra M2HB còn được sử dụng cả cho chức năng phòng không.
Anh viện trợ cho Liên Xô loại súng này vào năm 1942, nhưng hỏa lực của súng yếu hơn nhiều so với PTRS-41 và PTRD-41 lúc đó đang được chế tạo và trang bị cho Hồng quân Liên Xô. Do đó nó không bao giờ được Liên Xô mang ra sử dụng.
Tuy nhiên tại mặt trận Thái Bình Dương, súng Boys vẫn tiếp tục được sử dụng để chống lại thiết giáp hạng nhẹ của Nhật tại Mã Lai do các lực lượng Anh và Khối thịnh vượng chung thiếu vũ khí chống tăng hiệu quả như Bazooka hay Panzerschreck. Boys và FIAT vẫn tiếp tục được Khối thịnh vượng chung sử dụng trong Chiến tranh Triều Tiên sau này.
Súng cũng được gắn lên xe xích Universal Carrier và Xe tiêu chuẩn 4x2 làm vũ khí chính.

## Cơ cấu hoạt động, tính năng kĩ chiến thuật
Rifle, Anti-Tank,.55in, Boys là súng trường chống tăng cỡ nòng trung. Súng bắn phát một lên đạn thủ công với khóa nòng xoay kiểu súng trường thông thường. Súng có một loạt các ốc vít chân nhỏ bằng thép mềm, vít vô cùng chặt vào thân súng làm việc sửa chữa và bảo trì rất khó khăn, trở thành một cơn ác mộng cho nhân viên kĩ thuật Anh.
Súng bắn đạn xuyên 13.9x99mmB. Đây là loại đạn xuyên dành cho súng trường chống tăng cỡ nòng trung rất yếu. Có hai loại đạn được thiết kế riêng cho súng: W Mk.I và W Mk.II. W Mark 1 (đầu đạn xuyên lõi thép nặng 60 g, sơ tốc 740 – 750 m/s) có khả năng xuyên khoảng 18 mm giáp xe ở khoảng cách 100 m, thậm chí chỉ tương đương đạn 13.2x92mmSR của súng trường chống tăng Mauser 1918 T-Gewehr. W Mark 2 (đầu đạn xuyên lõi wolfram, sơ tốc 945 m/s) có khả năng xuyên khoảng 21,5 mm ở cự li 300 m với góc chạm 90°.
Khả năng xuyên của súng Boys có thể tham khảo bảng dưới đây:
| Cự li   | X | Góc chạm | X | Khả năng xuyên |
| ------- | - | -------- | - | -------------- |
| 100 m   |   | 70 độ    |   | 18 mm          |
| 200 m   |   | 70 độ    |   | 16 mm          |
| 300 m   |   | 70 độ    |   | 14 mm          |
| 400 m   |   | 70 độ    |   | 13 mm          |
| 500 m   |   | 70 độ    |   | 12 mm          |
| 600 m   |   | 70 độ    |   | 11 mm          |
| 800 m   |   | 70 độ    |   | 8 mm           |
| 1,000 m |   | 70 độ    |   | 6 mm           |
| 1.500 m |   | 70 độ    |   | 4 mm           |

| Cự li | X | Góc chạm | X | Khả năng xuyên |
| ----- | - | -------- | - | -------------- |
| 300 m |   | 90 độ    |   | 21 mm          |
| 300 m |   | 60 độ    |   | 12 mm          |

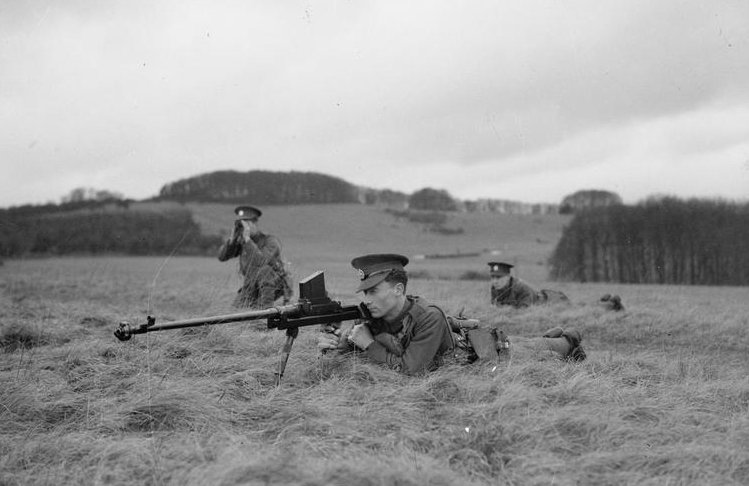
Súng trường chống tăng Boys trên bãi tập.

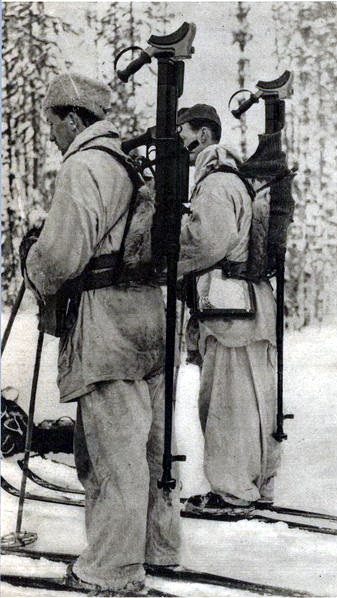
Tình nguyện quân Thụy Điển trang bị súng trường chống tăng Boys trong Chiến tranh Mùa đông.

Súng dùng hộp tiếp đạn rời 5 viên, cửa móc đạn nằm ở mặt trên vỏ súng.
Tuy áp dụng kiểu nòng trượt trên bệ ray kiểu pháo, bộ phận tản giật đầu nòng và đệm báng súng, nhưng tiếng súng và sức giật phản hồi của Boys rất kinh khủng. Rất nhiều trường hợp xạ thủ bị trật xương cổ hoặc sưng vai khi bắn súng.

## Các quốc gia sử dụng
- United Kingdom
- Australia – Súng được đặt biệt danh là "Charlie Khốn Nạn" vì sức giật quá mạnh so với các súng trường dùng đạn nhỏ lúc đó.
- Canada
- – Một số khẩu được cải tiến sang dùng đạn.50 BMG, trở thành súng bắn tỉa để thử nghiệm.
- Finland – Được cung cấp tổng cộng 400 khẩu, đổi tên thành 14m pst kiv/37.
- France - Một số lượng lớn súng Boys được Anh mang sang nước này đổi lấy pháo chống tăng 25mm canon de 25 mm SA mle 1934.
- Đức Quốc xã Súng thu được từ Lực lượng Viễn chinh Anh ở Na Uy và Pháp, được gọi tên là 13,9mm PzB (Panzerabwehrbüchse) 782(e) .
- Ireland
- New Zealand
- Philippines – Quân đội và hiến binh Philippines Sử dụng trong Thế chiến thứ hai và xung đột với tổ chức vũ trang Hukbalahap.
- United States – Sử dụng trong lực lượng Thủy quân lục chiến Hoa Kỳ, với biệt danh là "Súng săn voi" vì trọng lượng và sức giật của súng.
- USSR - Liên Xô tiếp nhận 3,200 khẩu Boys từ Hợp đồng Lend-Lease.[10]